# Аллея кошмаров (фильм, 2021)
«Аллея кошмаров» (англ. Nightmare Alley) — художественный фильм в жанре нуар режиссёра Гильермо дель Торо, премьера которого состоялась в декабре 2021 года, экранизация одноимённого романа Уильяма Линзи Грэшема с Брэдли Купером, Кейт Бланшетт, Руной Мара, Тони Коллетт и Уиллемом Дефо в главных ролях. Картина была высоко оценена критиками, получила четыре номинации на «Оскар».

## Сюжет
В 1939 году Стэнтон «Стэн» Карлайл устраивается работать на передвижную ярмарку. Он помогает поймать «человека-зверя», одного из экспонатов этой ярмарки, и узнаёт, как готовят этих людей: бездомных и алкоголиков, обещая им временную работу, держат в клетке, накачивают алкоголем и опиумом, чтобы те одичали, и демонстрируют зрителям.
Стэн становится учеником алкоголика Пита, который вместе со своей женой Зиной использует холодное чтение и систему вербальных кодов, чтобы притворяться экстрасенсом. Однажды ночью он подсовывает Питу бутылку с метанолом, Пит умирает, а Стэн забирает его дневник с техникой фокусов и уезжает вместе со своей возлюбленной Молли. Два года спустя Стэн становится благодаря технике Пита известным менталистом в Нью-Йорке. Одно из его выступлений прерывает доктор Лилит Риттер, которая пытается разоблачить Стэна, но тому удаётся ответить на все вопросы и прилюдно унизить Риттер.
Оказывается, что Риттер действует в интересах судьи Кимбэлла, который хочет связаться с покойным сыном. Стэн соглашается, несмотря на предостережения Молли. Он заключает союз с доктором Риттер: та соглашается снабжать его конфиденциальной информацией о городской элите за половину заработанного, а Стэн признаётся, что является мошенником, и под запись рассказывает, что виновен в смерти Пита и собственного отца.
Стэну удаётся обмануть судью Кимбэлла. Он знакомится с Эзрой Гриндлом, который хочет встретиться со своей возлюбленной Дори, умершей из-за вынужденного аборта. Стэн уговаривает Молли выдать себя за Дори и показаться Гриндлу издалека. Во время сеанса Гриндл бросается обнять девушку и понимает, что его обманывают. Стэн забивает его до смерти и сбивает машиной его охранника. Молли уходит от Стэна, тот обращается за помощью к Риттер, но узнаёт, что она его обманывала ради мести за унижение. Риттер угрожает передать полиции запись признания и в завязавшейся драке ранит Стэна из пистолета.
С трудом уйдя от полиции, Стэн бродяжничает по стране. Он пытается устроиться менталистом на ярмарку, ему предлагают «временную работу» «человеком-зверем», и Стэн, одновременно плача и смеясь, соглашается.

## В ролях
- Брэдли Купер — Стэнтон «Стэн» Карлайл[6]
- Кейт Бланшетт — доктор Лилит Риттер
- Руни Мара — Молли Кэхилл
- Тони Коллетт — Зина Крамбейн
- Уиллем Дефо — начальник ярмарки Клем Хотэли
- Ричард Дженкинс — Эзра Гриндл
- Дэвид Стрэтэйрн — Пит Крамбейн
- Рон Перлман — Бруно
- Марк Повинелли — Колосс
- Питер Макнилл — судья Кимбэлл
- Мэри Стинберджен — Фелиша Кимбэлл, жена судьи
- Холт Маккэллани — Андерсон, телохранитель Эзры
- Джим Бивер — шериф Джедедайя Джадд
- Пол Андерсон — «человек-зверь»
- Лара Джин Чоростецки — Луиза Хотли
- Клифтон Коллинз-младший — Весельчак Джек
- Дэвид Хьюлетт — доктор Элруд
- Тим Блейк Нельсон — начальник цирка Карни
- Ромина Пауэр — зрительница на шоу Карлайла
- Линден Порко — Мелкий Брофо

## Производство
Проект был анонсирован в декабре 2017 года. Изначально главная роль предназначалась Леонардо Ди Каприо, но в июне 2019 года её получил Брэдли Купер. В сентябре того же года к актёрскому коллективу присоединились Кейт Бланшетт, Руни Мара, Тони Коллетт и Дэвид Стрэтэйрн (последний заменил Майкла Шеннона, выбывшего из-за «конфликтов в расписании»). Уиллем Дефо получил роль в октябре, в октябре — Холт Маккэллани.
Съёмки начались 13 января 2020 года. Весной их приостановили из-за пандемии коронавируса, 16 сентября они возобновились и 12 декабря закончились. Фильм имеет прокатный рейтинг R. Съемки проходили в основном в Канаде, но несколько сцен снимали в городе Буффало (Нью-Йорк, США), где и происходит действие фильма. Локации для фильма были расположены в городах Торонто, Ошава и ещё несколько локаций в провинции Онтарио. Кабинет психолога Лиллит Риттер был построен на студии специально для фильма.
Тизер фильма был опубликован на странице кинокомпании Searchlight Pictures в YouTube 17 сентября 2021 года. Премьера состоялась в декабре того же года. В американский прокат фильм вышел 17 декабря.

## Восприятие
«Аллея кошмаров» собрала в прокате 39,6 млн долларов (из них 11,3 млн в США и Канаде). Скромные показатели первых дней были связаны с тем, что фильм предназначен в первую очередь зрителям старшего возраста, которые в конце 2021 года избегали кинотеатров из-за пандемии COVID-19, а также выходом фильма «Человек-паук: Нет пути домой» в тот же день. По итогам первых выходных «Аллея кошмаров» заняла пятое место в прокате (2,8 млн долларов), на третьи выходные она выбыла из первой десятки (966 тысяч долларов).
На сайте-агрегаторе отзывов Rotten Tomatoes средний рейтинг фильма составил 7,4/10 при 81 % положительных отзывов. Консенсус сайта гласит: «„Аллея кошмаров“ Гильермо дель Торо, возможно, не так впечатляет, как оригинал, но это современный нуар-триллер с интересным сюжетом». На сайте Metacritic картина получила 70 баллов из 100, что означает на «в целом положительные отзывы». Зрители, опрошенные CinemaScore, поставили фильму среднюю оценку «В» по шкале от А+ до F; по данным PostTrak, у него 72 % положительных оценок, и 49 % зрителей были готовы рекомендовать «Аллею кошмаров» к просмотру другим.
Марк Кермод из The Observer поставил фильму 5 баллов из 5, написав: «От его изуродованной цветовой палитры до стремительного погружения в безумие и деградацию это восхитительно отвратительный фильм». Линда Маррик из The Jewish Chronicle тоже поставила 5 баллов из 5 со словами: «Дель Торо использует сочетание стиля старого Голливуда и приемов из фильмов категории „Б“, чтобы создать увлекательный и великолепно сыгранный психологический триллер». Кларисса Лоури из The Independent высоко оценила игру Купера и написала, что «Аллея кошмаров» — это «тень, которая остается». Питер Брэдшоу из The Guardian поставил фильму 4 балла из 5, похвалив его как «захватывающую мелодраму в стиле нуар, которая может похвастаться ужасно приятным исполнением и причудливыми поворотами».
Робби Коллин из The Daily Telegraph был более критичен, поставив фильму 2 звезды из 5 и описав его как «дань уважения на уровне оригами: все это складывается впечатляюще легко, но в результате получается угловатое, инертное приближение, которому не хватает дыхания или тепла оригинала». Кевин Махер из The Times похвалил сценографию картины, но добавил: «В этом чрезмерно растянутом повествовании (150 минут!) нет ничего, что могло бы привлечь внимание, кроме беглого понимания того, что мы смотрим странно буквальную мелодраму о плохих людях, которые очень медленно совершают очень плохие поступки».
Мартин Скорсезе опубликовал в Los Angeles Times эссе, в котором призвал читателей обратить внимание на «Аллею кошмаров», назвав фильмы Дель Торо «созданными с любовью и страстью» и заявив, что «Аллея кошмаров» «более соответствует живому духу фильма нуар, чем многие „оммажи“», вышедшие за последние годы.

## Награды и номинации
| Награда                                     | Дата вручения   | Категория                                                  | Номинанты и получатели                | Результат | П.     |
| ------------------------------------------- | --------------- | ---------------------------------------------------------- | ------------------------------------- | --------- | ------ |
| Премия Гильдии художников-постановщиков США | 5 марта 2022    | Лучшая работа художника-постановщика в историческом фильме | Тамара Деверелл                       | Победа    | [ 30 ] |
| Сатурн                                      | 25 октября 2022 | Лучший фильм в жанре триллер                               |                                       | Победа    | [ 31 ] |
| Сатурн                                      | 25 октября 2022 | Лучший режиссёр                                            | Гильермо дель Торо                    | Номинация |        |
| Сатурн                                      | 25 октября 2022 | Лучший сценарий                                            | Гильермо дель Торо, Ким Морган        | Победа    |        |
| Сатурн                                      | 25 октября 2022 | Лучшая актриса                                             | Кейт Бланшетт                         | Номинация |        |
| Сатурн                                      | 25 октября 2022 | Лучший актёр второго плана                                 | Ричард Дженкинс                       | Номинация |        |
| Сатурн                                      | 25 октября 2022 | Лучшая музыка                                              | Натан Джонсон                         | Номинация |        |
| Сатурн                                      | 25 октября 2022 | Лучший монтаж                                              | Кэм Маклоклин                         | Номинация |        |
| Сатурн                                      | 25 октября 2022 | Лучшие костюмы                                             | Луис Секейра                          | Номинация |        |
| Сатурн                                      | 25 октября 2022 | Лучшая работа художника-постановщика                       | Тамара Деверелл                       | Победа    |        |
| Сатурн                                      | 25 октября 2022 | Лучший грим                                                | Джо-Энн Макнил, Майк Хилл, Меган Мэни | Номинация |        |
| Оскар                                       | 2022            | Лучший фильм                                               |                                       | Номинация |        |
| Оскар                                       | 2022            | Лучшая работа художника-постановщика                       | Тамара Деверелл, Шейн Вио             | Номинация |        |
| Оскар                                       | 2022            | Лучшая операторская работа                                 | Дэн Лостсен                           | Номинация |        |
| Оскар                                       | 2022            | Лучшие костюмы                                             | Луис Секейра                          | Номинация |        |
| BAFTA                                       | 2022            | Лучшие костюмы                                             | Луис Секейра                          | Номинация |        |
| BAFTA                                       | 2022            | Лучшая работа художника-постановщика                       | Тамара Деверелл, Шейн Вио             | Номинация |        |
| BAFTA                                       | 2022            | Лучшая операторская работа                                 | Дэн Лостсен                           | Номинация |        |
| Премия Гильдии киноактёров США              | 2022            | Лучшая женская роль второго плана                          | Кейт Бланшетт                         | Номинация |        |
| Премия Гильдии сценаристов США              | 2022            | Лучший адаптированный сценарий                             | Гильермо дель Торо, Ким Морган        | Номинация |        |